# Gagnef

Gagnef kommuns vapensköld

Gagnef är en tätort i Gagnefs kommun i Dalarna och kyrkbyn i Gagnefs socken, där bland annat Kyrkskolan och Gagnefs kyrka ligger. Den är dock inte längre kommunens centralort, utan denna roll har övertagits av Djurås. Gagnef ligger på östra sidan av Österdalälven. Två kilometer från Gagnefs kyrka, på andra sidan älven, ligger en liten by med namnet Gagnefsbyn.
I Gagnef finns det även två flottbroar. Den ena är mycket välbevarad, och ligger i Nedre Österfors. Den andra ligger ca 1,5 km söderut i kyrkbyn, och är öppen för biltrafik.

## Etymologi
Namnet är sammansatt av två led.
Gag eller gang hör samman med gång.
Slutledet näf är en äldre stavning av näv, det vill säga näbb eller näs. Idag uttalas namnet med f-ljud, precis som ordet ulv från den äldre stavningen har övergått i förnamnet Ulf med förändrat uttal. Enligt "Svenska ortnamn med uttalsuppgifter" från 1979 ska ortnamnet uttalas gang-näv med grav accent.
I detta fall bör avses ett vadställe via ett näs i älven.

## Befolkningsutveckling
| Befolkningsutvecklingen i Gagnef 1960–2020 | Befolkningsutvecklingen i Gagnef 1960–2020 | Befolkningsutvecklingen i Gagnef 1960–2020 | Befolkningsutvecklingen i Gagnef 1960–2020 | Befolkningsutvecklingen i Gagnef 1960–2020 |
| ------------------------------------------ | ------------------------------------------ | ------------------------------------------ | ------------------------------------------ | ------------------------------------------ |
|                                            |                                            |                                            |                                            |                                            |
| År                                         |                                            |                                            | Folkmängd                                  | Areal (ha)                                 |
| 1960                                       | 1960                                       |                                            | 496                                        |                                            |
| 1965                                       | 1965                                       |                                            | 531                                        |                                            |
| 1970                                       | 1970                                       |                                            | 826                                        |                                            |
| 1975                                       | 1975                                       |                                            | 812                                        |                                            |
| 1980                                       | 1980                                       |                                            | 936                                        |                                            |
| 1990                                       | 1990                                       |                                            | 1 029                                      | 222                                        |
| 1995                                       | 1995                                       |                                            | 1 142                                      | 240                                        |
| 2000                                       | 2000                                       |                                            | 1 154                                      | 240                                        |
| 2005                                       | 2005                                       |                                            | 1 115                                      | 241                                        |
| 2010                                       | 2010                                       |                                            | 1 049                                      | 240                                        |
| 2015                                       | 2015                                       |                                            | 1 199                                      | 367                                        |
| 2020                                       | 2020                                       |                                            | 1 212                                      | 358                                        |
|                                            |                                            |                                            |                                            |                                            |